# Johnny Walker (calciatore)
Jonathan Cole Walker (Torrance, 13 settembre 1977) è un ex calciatore statunitense, di ruolo portiere.